# Telmen nuur
Telmen nuur (mong. Тэлмэн нуур) – słone jezioro bezodpływowe w północno-zachodniej Mongolii, w ajmaku dzawchańskim, u południowych podnóży Bulnajn nuruu.
Jezioro o powierzchni 194 km², głębokości do 27 m, długości do 16 km i szerokości do 28 km. Leży na wysokości 1789 m n.p.m. Zasilane wodami rzeki Choolojn gol.